# Krogulec rdzawoboczny
Krogulec rdzawoboczny (Aerospiza castanilius) – gatunek średniej wielkości ptaka drapieżnego z rodziny jastrzębiowatych (Accipitridae), zamieszkującego Afrykę. 

## Systematyka
Takson po raz pierwszy opisany przez K.L. Bonapartego w 1853 roku pod obecną nazwą. Jako lokalizację holotypu autor wskazał błędnie Amerykę Południową (powinien być Gabon). Takson siostrzany z A. tachiro. Wyróżniono 2 podgatunki A. castanilius.

## Występowanie
Ptak ten zamieszkuje w zależności od podgatunku:
- A. castanilius castanilius – południowa Nigeria do Gabonu i zachodniej Demokratycznej Republiki Konga.
- A. castanilius beniensis – wschodnia Demokratyczna Republika Konga.

## Morfologia
Długość ciała 28–37 cm, rozpiętość skrzydeł 43–58 cm, masa ciała samców 115–150 g, samic 147–200 g. Grzbiet ma barwę czarną lub ciemnoszarą. Ogon jest czarny z trzema białymi, prostopadłymi pasami, szyja, klatka piersiowa i brzuch rudo-biała, oczy, woskówka i nogi żółte.

## Tryb życia
Krogulce rdzawoboczne żyją w nizinnych, wilgotnych lasach. Najprawdopodobniej żywią się niewielkimi ssakami (gryzonie, być może nietoperze), gadami, płazami i mniejszymi ptakami. Polują z ukrycia. Często towarzyszą kolumnom mrówek, w celu upolowania wypłoszonych przez nie bezkręgowców. Okres godowy trwa od stycznia do kwietnia.

## Status
Międzynarodowa Unia Ochrony Przyrody (IUCN) uznaje krogulca rdzawobocznego za gatunek najmniejszej troski (LC – least concern) nieprzerwanie od 1988 roku. Trend liczebności populacji uznaje się za spadkowy.